# شویا ایوای
شویا ایوای (انگلیسی: Shuya Iwai؛ زادهٔ ۱۱ اکتبر ۲۰۰۰) بازیکن فوتبال اهل ژاپن است.